# Pony of the Americas
De Pony of the Americas is een ponyras uit de Verenigde Staten.
Het is gefokt door dhr. Les Boomhower in Iowa. De pony is ontstaan uit een merrie die een kruising was van een Arabier met een Appaloosa en een Shetlanderhengst. Het ras is meestal gespikkeld, waar het ook bekend om staat, maar kan ook andere kleuren hebben. De schofthoogte kan uiteen lopen, van 1,17 tot 1,42 meter.
Het is een geschikte kinderpony.